# Margʻilon
Margʻilon (usbekisch Margʻilon/Марғилон; russisch Маргила́н/Margilan) ist eine Industriestadt in der usbekischen Viloyat Fargʻona im Osten des Landes. Margʻilon liegt auf 487 Metern Seehöhe, bedeckt etwa 40 km² und hat 143.600 Einwohner (Stand: 1999). Die Stadt befindet sich 30 Kilometer nördlich der Stadt Fargʻona, einer kolonialen Neugründung, die bis ins 20. Jahrhundert den Namen Neu-Margelan (russisch Nowy Margelan) trug, und 70 km östlich von Qoʻqon. Die zahlenmäßig bedeutendsten der über 30 in Margʻilon zu findenden Nationalitäten sind die Usbeken (91,9 %), Russen (3,1 %) und Tataren (1,4 %).

## Geschichte
Einer Legende zufolge wurde die Stadt von Alexander dem Großen gegründet. Ihm sollen hier während eines Halts Hühnerfleisch (murgh) und Brot (nan) gereicht worden sein, woraus sich Margʻilons Name ableiten lassen soll. Verlässlichere Quellen legen nahe, dass Margʻilon um das 9. Jahrhundert eine wichtige Stadt an der Seidenstraße auf der Route über das Gebirge Alai nach Kaschgar war.
Im 11. Jahrhundert war Margʻilon die größte Stadt im Ferghanatal; im frühen 16. Jahrhundert erwähnte Babur, der Begründer des Mogulreiches, die Qualität der Granatäpfel, Aprikosen und des Wilds aus Margʻilon. Weiters beschrieb er die Bevölkerung, Sarten, als angriffslustig und betonte, dass die meisten der bekannten Exorzisten Bucharas und Samarkands Margilanis sind. Zu diesen Zeiten waren die Geschäftsleute aus Margʻilon Schlüsselspieler im zentralasiatischen Handelsgewerbe. Nachdem die Stadt im 18. Jahrhundert zum Khanat Kokand zählte, wurde sie 1876 von den Russen eingenommen. In der Sowjetzeit war Margʻilon Zentrum des usbekischen Schwarzmarkts. Heute gilt die Stadt wie auch Namangan als eine Hochburg des konservativen Islam.

## Wirtschaft
Margʻilon, heute Zentrum der usbekischen Seidenindustrie, beherbergt auch Usbekistans größte traditionelle Seidenfabrik namens Yodgorlik, an welcher über 2000 Arbeiter jährlich 250.000 m² hochwertiger Seide herstellen. Die benachbarte Margilan Silk Factory produziert mit 15.000 Arbeitern 22 Millionen m² Seide pro Jahr. Wann genau die Kenntnis der Seidenproduktion im Ferghanatal Einzug hielt, ist nicht bekannt, in Margʻilon existiert dieser Wirtschaftszweig aber bereits seit der Antike.

## Sehenswürdigkeiten
- Said-Achmad-Chodja-Madrasa (seit dem 19. Jahrhundert aktiv)
- Toron-Moschee, Chonachan-Moschee

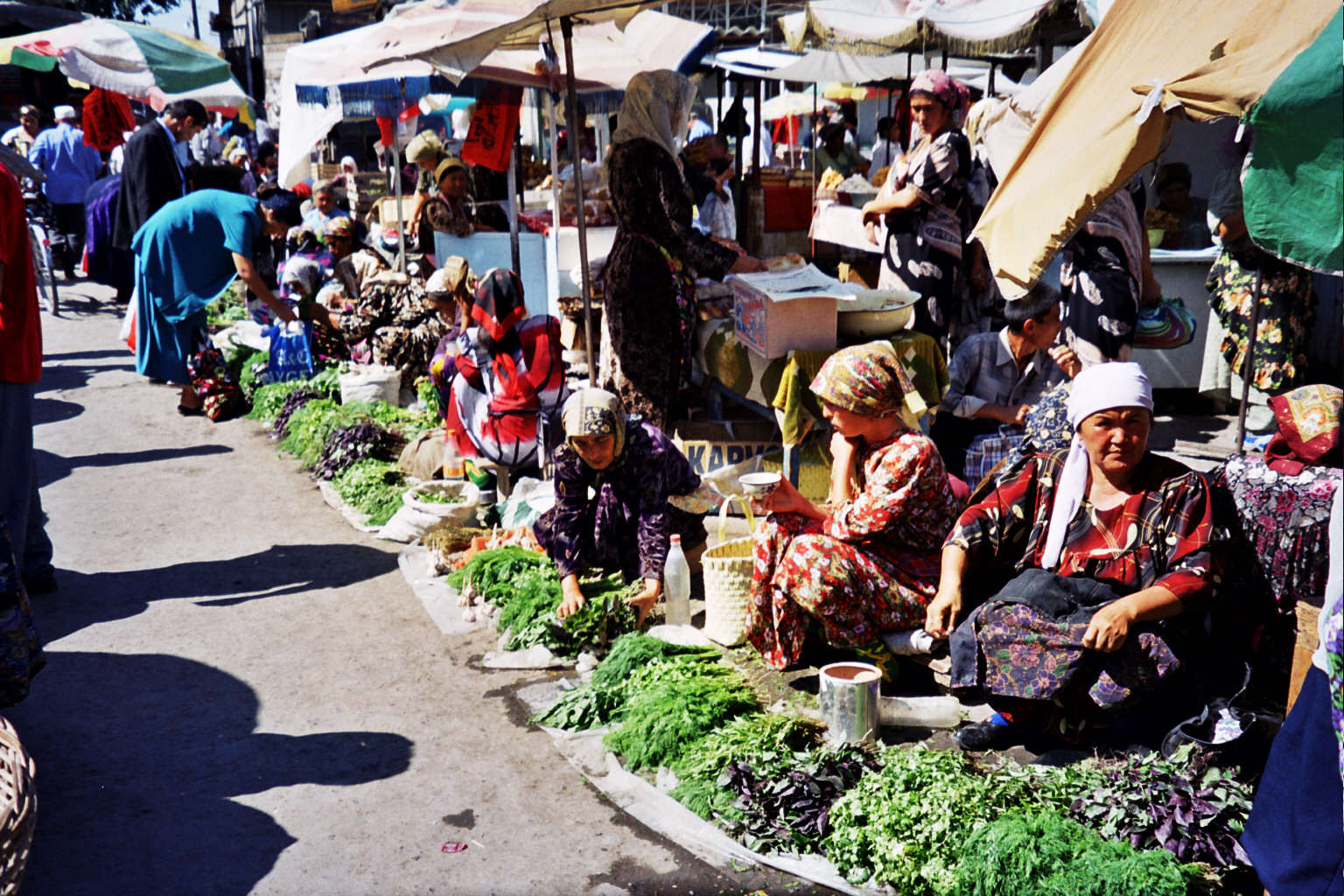
Am Markt von Margʻilon
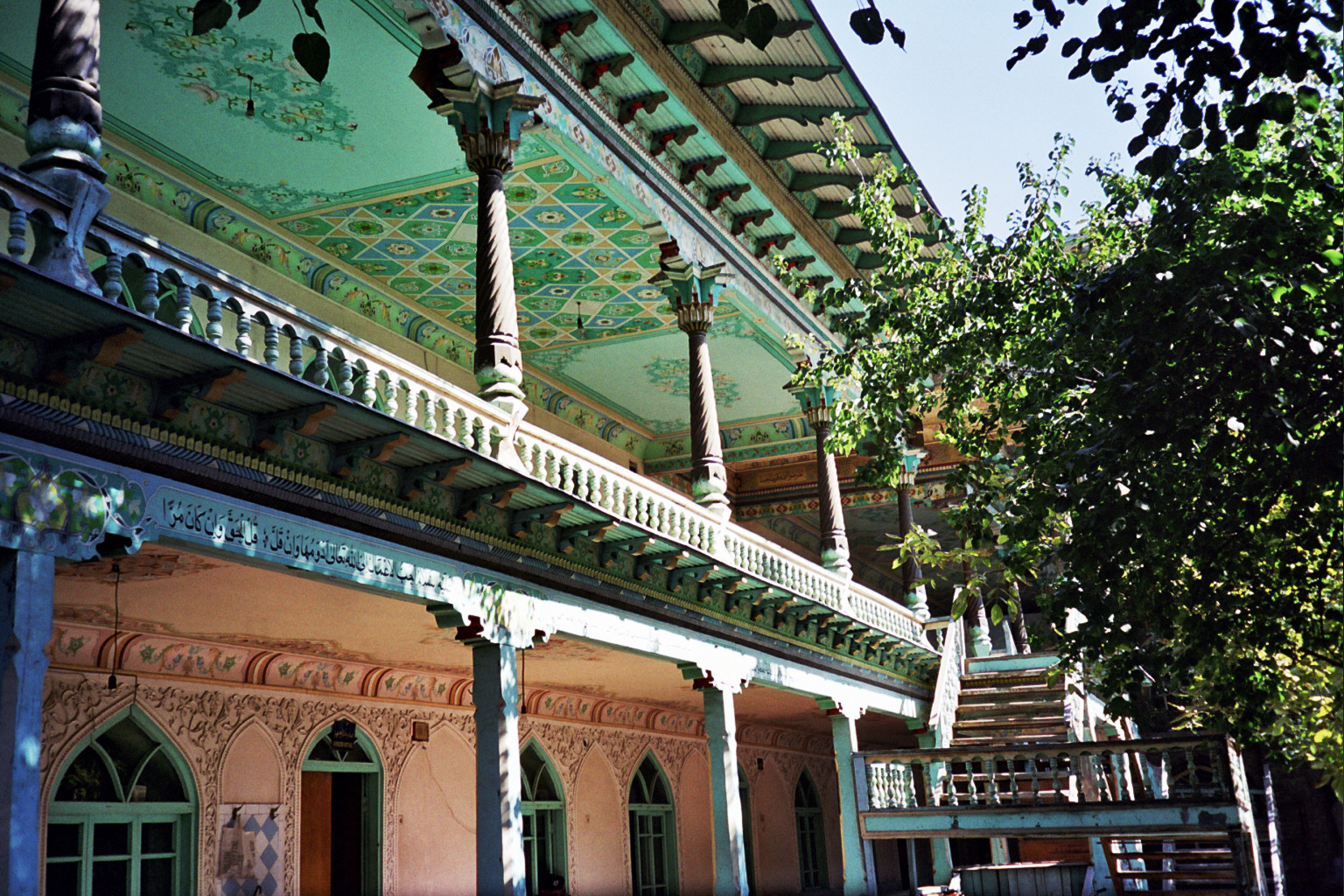
Chonachan-Moschee
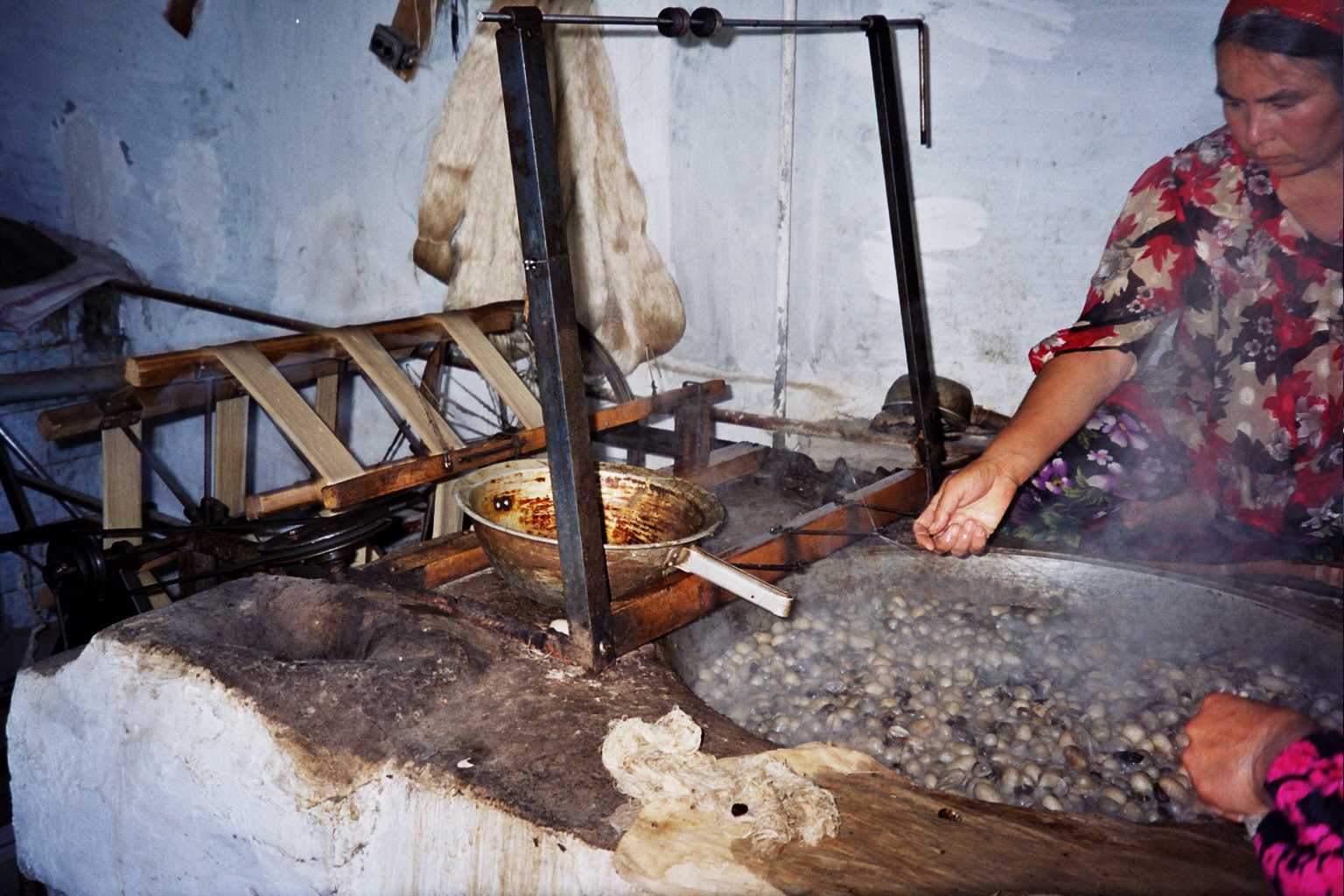
In der Seidenfabrik Yodgorlik

## Söhne und Töchter der Stadt
- Yulduz Usmonova (* 1963), Sängerin